# Isotomidae

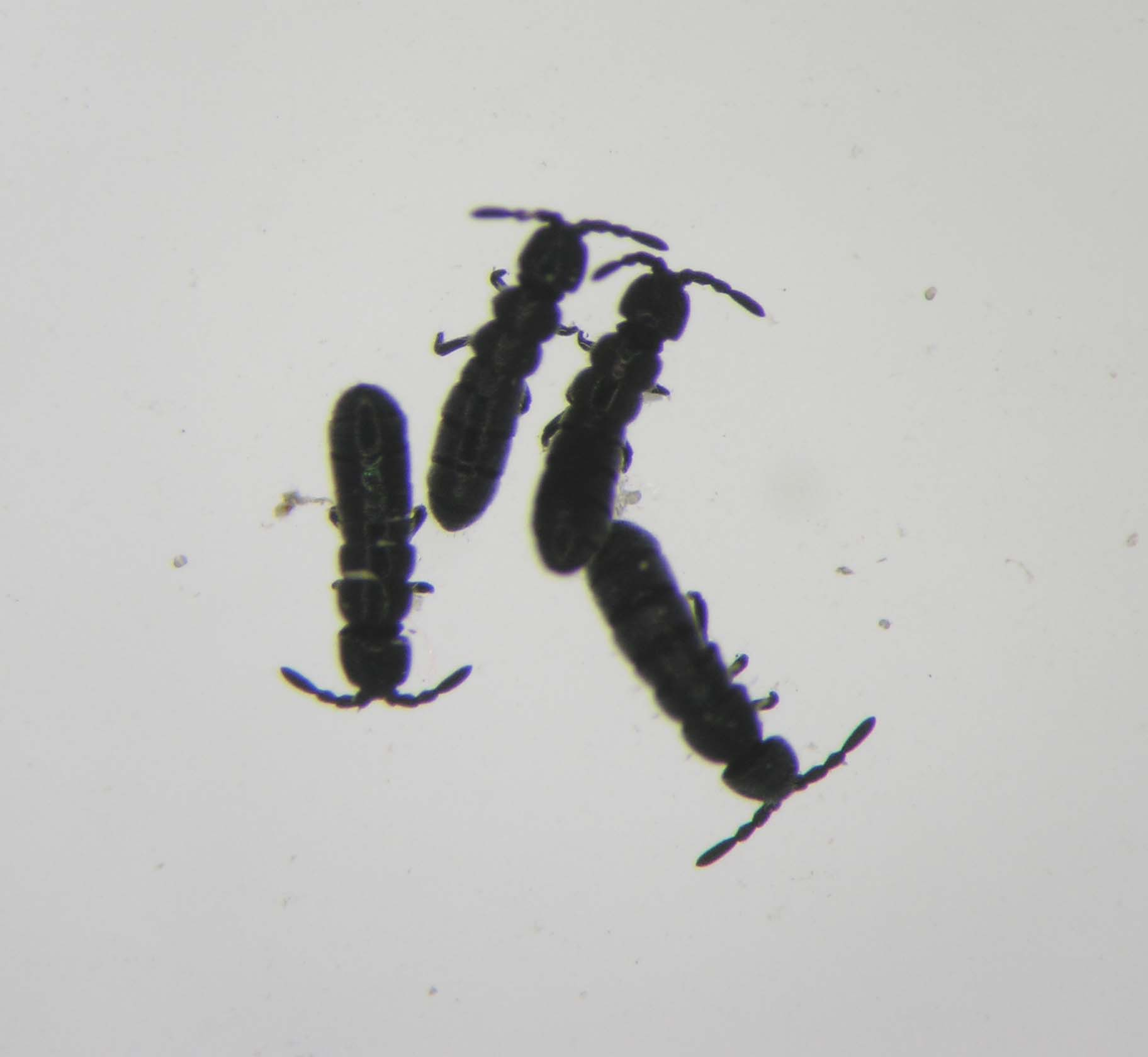
Isotoma

Isotomidae es una familia de Collembola del orden Entomobryomorpha. Hay 1,400 especies en alrededor de 110 géneros en cuatro subfamilias. Es de distribución mundial.

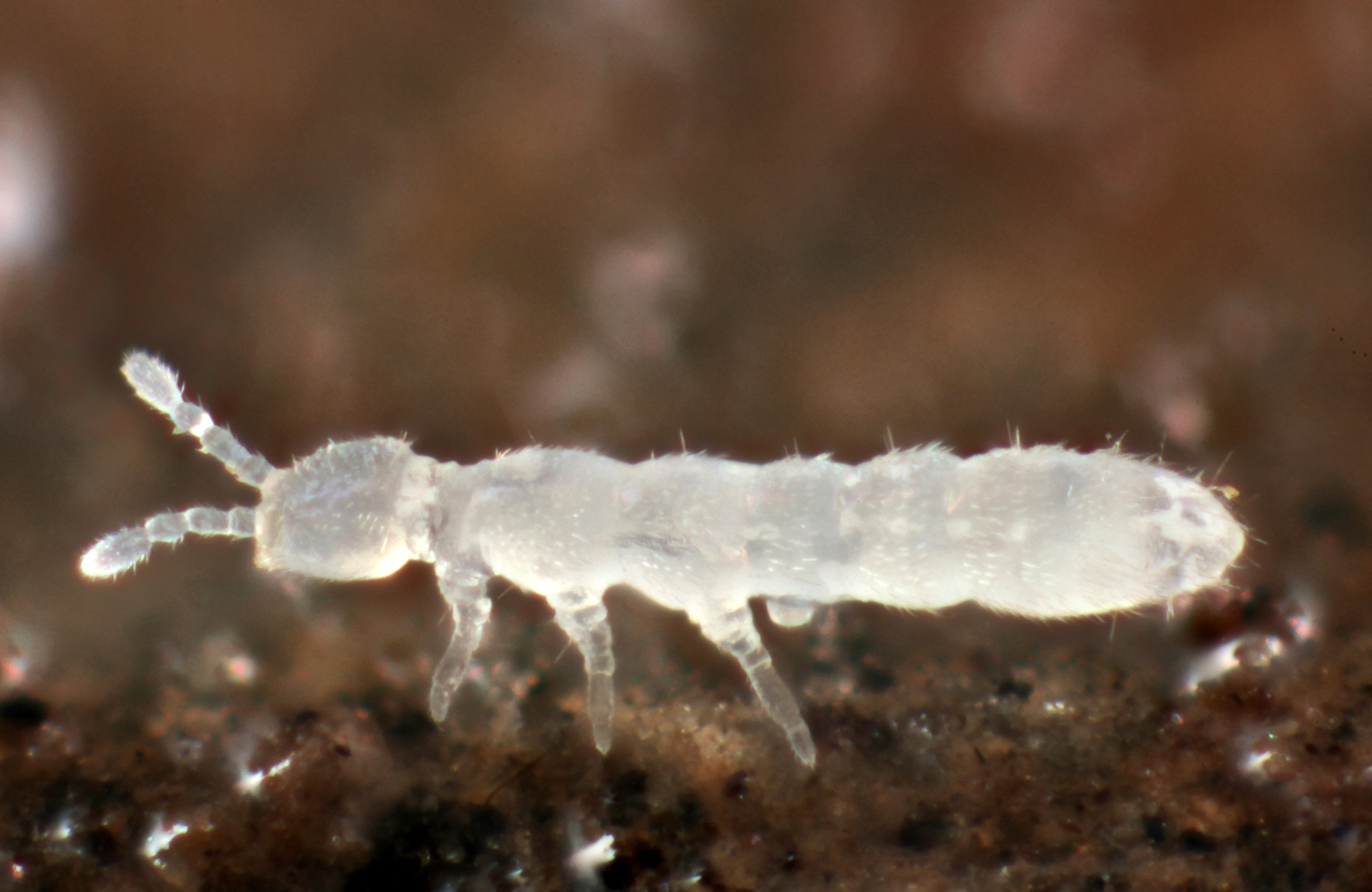
Folsomia sp.

## Géneros
Hay unos 109 géneros en la familia Isotomidae:
- Aackia Yosii, 1966
- AcanthomurusWomersley, 1934 c g
- Aggressopygus Potapov & Babenko, 2014 g
- Agrenia Boerner, 1906 i g b
- Antarcticinella Salmon, 1965 g
- Antarctophorus Potapov, 1992 i c g
- Anurophorus Nicolet, 1842 i c g b
- Appendisotoma Stach, 1947 g
- Araucanocyrtus Massoud & Rapoport, 1968
- Archisotoma Linnaniemi, 1912 i c g
- Arlea Womersley, 1939
- Axelsonia Boener, 1906 i c g
- Ballistura Börner, 1906 c g b
- Biacantha Martynova, 1971 g
- Blissia Rusek, 1985 i c g
- Bonetrura Christiansen and Bellinger, 1980 i c g
- Burmisotoma Christiansen & Nascimbene, 2006 g
- Coloburella Latzel, 1918 i c g
- Cryptopygus Willem, 1901 i c g
- Cylindropygus Deharveng, Potapov & Bedos, 2005 i c g
- Dagamaea Yosii, 1965 b
- Degamaea Yosii, 1965 i c g
- Desoria Agassiz & Nicolet, 1841 c g b
- Dimorphacanthella Potapov, Bu, Huang, Gao & Luan, 2010 g[3]
- Dimorphotoma Grinbergs, 1975 g
- Ephemerotoma  g
- Folsomia Willem, 1902 i c g b
- Folsomides Stach, 1922 i c g
- Folsomina Denis, 1931 i c g
- Folsomotoma  c g
- Gnathisotoma Cassagnau, 1957 g
- Gnathofolsomia Deharveng & Christian, 1984 g
- Gressittacantha Wise, 1967 i c g
- Guthriella Börner, 1906 g b
- Halisotoma  c g
- Haploisotoma Izarra, 1965 i c g
- Hemisotoma Bagnall, 1949 i c g
- Heteroisotoma Stach, 1947 g
- Hydroisotoma Stach, 1947 g b
- Isotoma Bourlet, 1839 i c g b
- IsotomediaSalmon, 1944 c g
- Isotomiella Bagnall, 1939 i c g b
- Isotomina  g
- Isotomodella Martynova, 1968 i c g
- Isotomodes Axelson, 1907 i c g
- Isotomurus Boerner, 1903 i c g b
- Isotopenola Potapov, Babenko, Fjellberg & Greenslade, 2009 g
- Jesenikia Rusek, 1997 i c g
- Jestella Najt, 1978
- Kaylathalia Stevens & D'Haese, 2016 g
- Marisotoma Fjellberg, 1997 g
- Martynovella Deharveng, 1978 g
- Metisotoma Maynard, 1951 i c g b
- Micranurophorus Bernard, 1977 i c g
- Micrisotoma Bellinger, 1952 i c g
- Millsia Womersley, 1942
- Mucracanthus Stebaeva, 1976
- Mucronia Fjellberg g
- Mucrosomia Bagnall, 1949 i c g
- Mucrotoma Rapoport & Rubio, 1963 i c g
- Myopia Chrisiansen & Bellinger, 1980 g
- Narynia Martynova, 1967 g
- Neocryptopygus Salmon, 1965 i c g
- Neophorella Womersley, 1934
- Octodontophora Chelnokov, 1990
- Pachyotoma Bagnall, 1949 g
- Papillomurus  c g
- Paracerura Deharveng & de Olivei, 1994 g
- Parafolsomia Salmon, 1949 g
- Parisotoma Bagnall, 1940 c g b
- Pectenisotoma Gruia, 1983 i c g
- Pentacanthella Deharveng, 1979
- ProceruraSalmon, 1941 c g
- Proctostephanus Börner, 1902 i c g
- Proisotoma Börner, 1901 i c g b
- Proisotomurus  c g
- Propachyotoma Christiansen & Nascimbene, 2006 g
- Protodesoria Christiansen & Nascimbene, 2006 g
- Protoisotoma Christiansen & Pike, 2002 g
- Psammisotoma Greenslade & Deharveng, 1986 g
- Pseudanurophorus Stach, 1922 i c g
- Pseudisotoma Handschin, 1924 g b
- Pseudofolsomia Martynova, 1967 g
- Pteronychella Börner, 1909
- Rhodanella Salmon, 1945 i c g
- Sahacanthella Potapov & Stebaeva, 1994
- Salmonia Baijal, 1958
- Scutisotoma Bagnall, 1949 g b
- Secotomodes Potapov, 1988
- Semicerura Maynard, 1951 i c g
- Sericeotoma Potapov, 1991 g
- Setocerura Salmon, 1949 c g
- Sibiracanthella Potapov & Stebaeva, 1995 i c g
- Skadisotoma  g
- SpinoceruraSalmon, 1941 c g
- Stachanorema Wray, 1957 i c g
- Strenzketoma Potapov & al., 2006 g
- Subisotoma  g
- Tetracanthella Schött, 1891 i c g
- Tiancanthella Rusek, 1979
- Tibiolatra Salmon, 1941 c g
- Tomocerura Wahlgren, 1901 c g
- Tuvia Grinbergs, 1962 i c g
- Uzelia Absolon, 1901 i c g
- Vertagopus Börner, 1906 g b
- Villusisotoma Christiansen & Nascimbene, 2006 g
- Weberacantha Christiansen, 1951 i c g
- Womersleyella Salmon, 1944 i c g
- Yosiiella Hüther, 1967 i c g

Fuentes de información: i = ITIS, c = Catalogue of Life, g = GBIF, b = Bugguide.net